# Vapor Huanay
El Vapor Huanay, también escrito como Vapor Huanai, fue un barco de ruedas con casco de acero construido en astilleros ingleses para la Compañía Nacional de Vapores, la que en abril de 1872 fue fusionada a la Compañía Chilena de Vapores. El 9 de octubre de ese año se formó la CSAV y la nave continuó su servicio en la nueva compañía. Su tarea era el servicio a Constitución (Chile).
Al comienzo de la Guerra del Pacífico fue entregado a la Armada de Chile a razón del Contrato de la CSAV del 6 de agosto de 1874. Fue empleado como transporte de tropas a Antofagasta, en total 260 pasajeros en cabinas y 4.425 en cubierta. El 2 de noviembre de 1879, durante el desembarco chileno en Pisagua, llevaba al personal de una batería de artillería asignada al Regimiento 2° de Línea con 450 hombres.: 274–275 
El 22 de febrero de 1880 fue devuelto a la Compañía Sud Americana de Vapores, restableciéndose el servicio a Constitución. Rafael Sotomayor Baeza, Ministro de Guerra en Campaña ordenó su devolución porque no era apropiado para las tareas en la guerra.: 12 
Fue destinado a chata el 3 de julio de 1888 por la CSAV y reactivado durante la Guerra Civil de 1891 como transporte por los congresistas.
Un fuerte temporal causó su hundimiento en Valparaíso el 2 de junio de 1903.